# Удружење љубитеља књиге и пите љускуше
Удружење љубитеља књиге и пите љускуше је историјски роман Мери Ен Шафер и  Ени Бароуз објављен 2008. 

## Опште чињенице
Америчка списатељица Мери Ен Шафер планирала је да напише биографију Кетлин Скот, супруге енглеског поларног истривача Роберта Фалкона Скота. Док је истраживала тему, отпутовала је у Кембриџ у Енглеској, али је тамо била обесхрабрена сазнавши да су лична документа главног јунака била скоро неупотребљива. Борећи се са разочарањем, одлучила је да неко време боравка у Енглеској проведе тако што ће посетити Гернзи на Каналским острвима. Међутим, чим је стигла, аеродром је затворен због густе магле. Провела је време у књижари на аеродрому, читајући неколико историјских књига о немачкој окупацији тих острва током Другог светског рата.
То је било двадесет година пре него што је Шафер почела свој роман о Гернзију. Одустала је од плана да напише биографију Скотове и изјавила „Све што сам желела је да напишем књигу која ће се некоме довољно свидети да би је објавио.”
Пошто је рукопис прихваћен за штампу (2006), уредник књиге затражио је неке промене које су захтевале знатне преправке, али у то време здравље Мери Ен Шафер драматично се погоршало. Преминула је 16. фебруара 2008. Замолила је ћерку своје сестре Синтије, Ени Бароуз, која је до тада већ била афирмисани писац дечије књижевности, да заврши уређивање и преправљање романа. Бароуз је то и урадила и тако постала коаутор дела. 

## Важни линкови
- Џулијет Ештон, аутор и протагониста
- Дози Адамс, прва особа са којом је Џулијет почела да се дописује и њен близак пријатељ
- Сидни Старк, Џулијетин издавач и пријатељ из Лондона
- Софи Стракан, Сиднијева сестра и Џулијетина најбоља пријатељица
- Амелија Мејџери, становник Гернзија, домаћица на вечерама које је удружење почело да организује
- Ибен Ремзи, становник Гернзија, важан члан удружења
- Вил Тизби, становник Гернзија, творац прве пите љускуше
- Изола Приби, становник Гернизија, необичан члан удружења и продавац поврћа и биљака
- Елизабет Макена, млада дама рођена у Лондону, која се затекла на Гернзију када је рат почео. Оштроуман оснивач удружења
- Реми Жиро, францускиња, Елизабетина пријатељица у немачком концентрационом логору
- Кит Макена, Елизабетина дивна ћерка

## Теме
Многе важне теме поменуте су кроз причу (магија читања, откривање самог себе, сусрет са другим). Неке од највреднијих тема су лојалност, храброст и јачина пред опасношћу. Елизабет је екстремни пример ових трију тема.

## Пријем
Према WorldCat-у, у библиотекама постоји преко 2200 примерака овог наслова.
Књига Удружење љубитеља књиге и пите љускуше добила је критику од  Вaшингтон Поста и Тајмса.  Доспела је на прво место на листи бестселера Њујорк Тајмса за џепно издање, 2. августа 2009; била је на листи 11 недеља. 

## Филмска адаптација
Гернзи је филмска адаптација књиге Удружење љубитеља књиге и пите љускуше, редитеља Мајка Њувела и сценариста Дона Руса и Тома Безуча. Предпродукција је почела у јануару 2017., а снимање у марту 2017. Филм дистрибуира и финансира француска компанија Студиоканал. У филму играју Лили Џејмс као Џулијет Ештон, Мајкл Хисман као Дози Адамс, Џесика Браун Финдлеј као Елизабет Макена, Глен Пауел као Марк Рејнолдс, Метју Гуд  као Сидни Старк, Кетрин Паркинсон као Изола и Пенелопе Вилтон као Амелија Мејџери. Такође је објављено да нема планова да се снима на острву Гeрнзи. 